# Bataille de Batoche
Pour les articles homonymes, voir Batoche.
Rébellion du Nord-Ouest
Batailles
Bataille du lac aux Canards - Battleford - Massacre de Frog Lake - Bataille de Fort Pitt - Bataille de la Coulée des Tourond - Bataille de Cut Knife - Bataille de Batoche - Bataille de Frenchman Butte - Bataille de Loon Lake
La bataille de Batoche, du 9 au 12 mai 1885, est l'affrontement qui détermina la victoire décisive des forces canadiennes sur les Métis du chef rebelle Louis Riel, menant à sa reddition le 15 mai et à la chute de son gouvernement provisoire dans la Rébellion du Nord-Ouest. Les Cris poursuivirent cependant la lutte avec succès contre les Canadiens anglais dans les semaines qui suivirent (voir Bataille de Frenchman Butte). Le siège de la "capitale" des Métis fut la première démonstration tactique de l'armée canadienne représentée par le Infantry School Corps.

## Premières avancées et naufrage duNorthcote
Conscient des nombreux revers essuyés par les forces gouvernementales au cours des escarmouches des semaines précédentes (batailles de Lac au Canard, Fish Creek et Cut Knife), Middleton fait preuve d'une extrême prudence en approchant Batoche, atteignant Gabriel's crossing le 7 mai 1885 et s'arrêtant à une douzaine de kilomètres de la ville le jour suivant.
Middleton entame un astucieux plan d'encerclement : alors que le gros de ses troupes engage les défenses métis, le transport de troupes à vapeur Northcote doit dépasser les défenseurs et débarquer une cinquantaine d'hommes à l'arrière de la ville, prenant toute la défense rebelle à revers. Cependant, l'extrême prudence de Middleton se conjuguant à la difficulté du terrain, ses forces arrivent en retard sur leur objectif et lorsque le Northcote se présente le 9 mai aux abords de la ville, il est immédiatement repéré par des Métis qui ne sont pas encore engagés dans la bataille. Bien que leur armes légères aient peu d'effet sur son blindage, les rebelles réussissent à tendre le câble du ferry local en travers de la rivière Saskatchewan, le Northcote se précipitant dessus. Le mat et les cheminées sont arrachés, et le bateau est finalement emporté par le courant hors de la zone de combat.

## Mission Ridge
Ignorant du sort du Northcote, Middleton s'approche de l'église de Mission Ridge au matin du 9 mai. Trouvant la mission seulement occupée par un prêtre et quelques civils, Middleton installe son artillerie sur la crête et commence le pilonnage de la ville. La présence d'une mitrailleuse Gatling prouve son efficacité lorsqu'elle permet un tir de couverture pendant le retrait des canons, attaqués par des tirs de snipers et par les hommes de Dumont qui tente de les capturer.
L'infanterie canadienne avance moins facilement, mais les pertes restent limitées au minimum. Une tentative d'encerclement par les Métis échoue lorsque les feux de buissons censés masquer leur sortie ne se propagent pas. À la fin de la journée, les deux camps maintiennent leurs positions, les Canadiens se repliant derrière leurs barricades improvisées pour y dormir.

## Premiers assauts: 10 et 11 mai
Le 10 mai, Middleton fortifie ses batteries et se lance dans un long et dévastateur pilonnage du village. Les tentatives d'assaut sont toutefois repoussées par les Métis, et aucun gain n'est réalisé sur le terrain. Le lendemain matin, les Canadiens tentent une estimation des forces adverses en envoyant quelques hommes attaquer le flanc nord des défenseurs, tout en lançant une attaque sur toute la longueur du front principal. Ayant diverti une partie de leurs ressources pour faire face à la menace au nord, les Métis ne peuvent soutenir l'avancée principale et se replient sans grande résistance. Les soldats canadiens avancent jusqu'au cimetière avant de rebrousser chemin. Satisfait des résultats de la journée, Middleton retourne au camp, résolu à prendre la place dès le lendemain matin.

## L'assaut sur Batoche

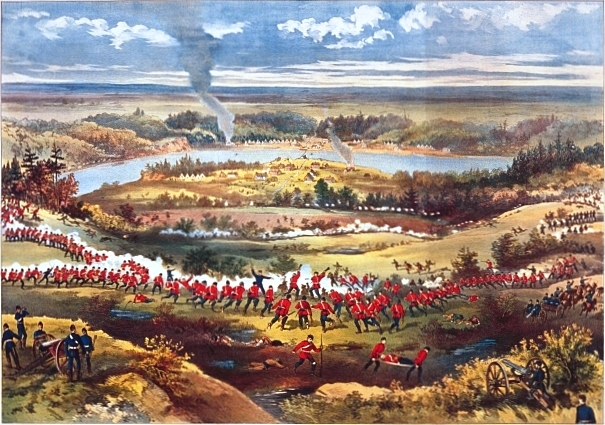
La prise de Batoche

Le 12, les défenseurs sont en mauvaise posture. Du contingent d'origine, les trois-quarts ont été blessés par les barrages d'artillerie ou dispersés par les nombreux accrochages avec les Canadiens aux abords du village. Les derniers en poste sont affaiblis et à court de munitions.
Middleton table sur une réédition de son succès de la veille, une colonne attirant l'attention au nord, tandis que le reste de la troupe, sous la direction du colonel van Straubenzie, part directement à l'assaut du village. Les hommes de Straubenzie se conduisent brillamment, menant l'assaut sous un feu nourri et chassant les derniers Métis de leurs positions.

## Épilogue
La défaite de Batoche mit fin de manière quasi immédiate à la rébellion du Nord-Ouest. Capturé, Louis Riel fut pendu le 16 novembre 1885, tandis que Dumont put s'enfuir aux États-Unis, ne revenant à Batoche qu'en 1893. 